# Brevis Historia Regum Dacie
Brevis Historia Regum Dacie (en español: Breve historia de los reyes daneses), es una crónica escrita por el historiador danés Sven Aagesen (siglo XII). Es uno de los más antiguos manuscritos relativos a la historia de Dinamarca, principalmente basado en fuentes del folclore y tradición oral. Fue escrita entre 1186 y 1187, una época donde también floreció Chronicon Roskildense (1140 - 1157), escrita por un monje anónimo de la catedral de Roskilde.
Svend Aagesen era camarada de tienda de Saxo Grammaticus, quien también es autor de otro manuscrito, Gesta Danorum, el más importante en su género.
Como su nombre indica, Brevis Historia Regum Dacie es una breve historia de los reyes de Dinamarca que parte desde el siglo IV hasta 1185. Aborda notablemente los reinos de los dos últimos reyes daneses de su época Valdemar I y su hijo Canuto VI.